# Dysschema mosera
Dysschema mosera är en fjärilsart som beskrevs av Druce 1907. Dysschema mosera ingår i släktet Dysschema och familjen björnspinnare. Inga underarter finns listade i Catalogue of Life.